# Fase orale

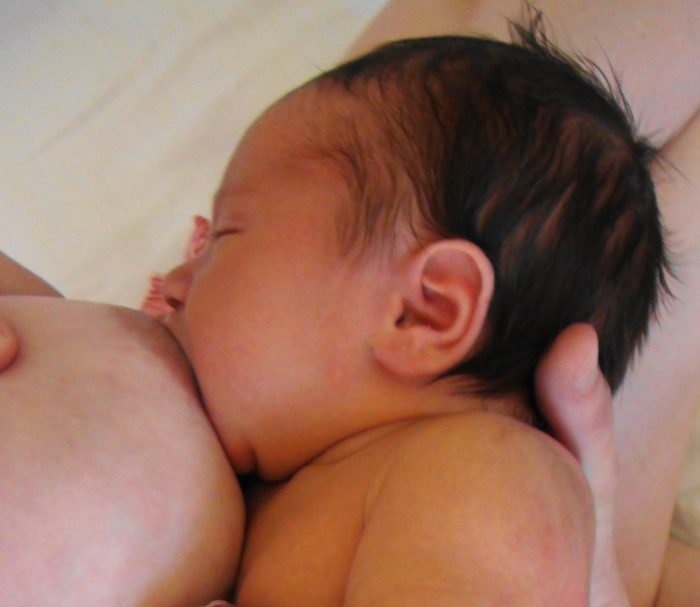
L’oggetto relazionale più importante nella fase orale è il seno materno.

La fase orale è, in psicoanalisi, la prima fase dello sviluppo psicosessuale, in cui il piacere è derivato dalle labbra e dalla bocca, come nell'atto di succhiare al seno della madre. Quest'ultimo è l'oggetto primario attraverso cui viene soddisfatta la pulsione: gli atti della suzione del capezzolo e della ingestione del latte sono due momenti complementari in cui viene vissuto il piacere di incorporare qualcosa che diventa proprio (per cui Sigmund Freud usa anche il termine cannibalismo).
Karl Abraham suddivide la fase orale in due sottofasi: di suzione, caratterizzata dalla fusione di libido e aggressività, e di morsicamento; egli attribuisce l'aggettivo cannibalico soltanto alla seconda, dove distingue un cannibalismo parziale da un cannibalismo totale. Abraham inoltre considera la depressione come una regressione a questa prima fase dello sviluppo psicosessuale. Questa fase è difatti caratterizzata, da una parte, dall'attività della suzione, fonte di piacere e, dall'altra, dall'introiezione, cioè dall'impossessamento dell'oggetto attraverso l'introduzione. Incorporando gli oggetti il bambino si unisce ad essi, e con essi si identifica.
Durante la fase orale, la modalità fondamentale di relazione con il mondo esterno è quindi di tipo nutritivo; la libido si concentra nella zona orale, che diviene così una zona erogena. Il bambino, infatti, tende a portare ogni cosa alla bocca, dal seno della madre agli oggetti che lo circondano, ed attraverso questa inizia a relazionarsi col mondo. La durata della fase orale è variabile e strettamente dipendente dalla modalità e durata dell'allattamento. Dopo aver individuato l'organizzazione orale, Freud indica pertanto come prima fase della sessualità la fase orale; la fonte è la zona orale, l'oggetto è in stretto rapporto con quello dell'alimentazione, la meta è l'incorporazione.

## Personalità orale
La scuola psicoanalitica kleiniana sostiene che, in luogo dei sintomi nevrotici e psicotici dipendenti dalla fissazione o regressione alla fase orale, si può avere anche una modificazione della personalità, il carattere orale, i cui tratti distintivi sono la passività e la dipendenza, il bisogno di assistenza e l'egocentrismo spiccato. Le fissazioni relative a questa fase vengono definite fissazioni orali, e scaturiscono dalla lunghezza più o meno protratta di questo periodo. Si manifestano prevalentemente con un'ossessiva stimolazione della zona orale, comportando l'eccessivo attaccamento dell'adulto ad abitudini che coinvolgono l'utilizzo della bocca (suzione, alimentazione). Da un punto di vista comportamentale, l'individuo potrebbe manifestare un'inclinazione al vittimismo, regredire verso uno stato di dipendenza e/o sviluppare pratiche oralmente dipendenti come il tabagismo, l'alcolismo, la logorrea, o manifestare una forte dipendenza dal cibo, costruendosi una personalità sarcastica e pungente.
La psicoanalisi classica postula dunque che la personalità "orale-dipendente" si sottometterà alla volontà altrui per ottenere sostegno e nutrimento in età adulta, dimostrerà una propensione a ricorrere al cibo, al fumo, al bere ecc. come strumenti di gratificazione dei desideri e difesa contro l'angoscia, avrà un atteggiamento tendenzialmente passivo, o reattivamente recriminatorio, verso le persone e le situazioni da cui può ottenere gratificazioni o subire frustrazioni. La personalità orale sarebbe avida di prendere dall'esterno e di trattenere gli elementi. Si tratterebbe, secondo la psicoanalisi, di persone con una spiccata tendenza narcisistica, concentrate su se stesse; non riconoscerebbero gli altri come separati da sé, in quanto considerati solo in relazione a ciò che possono offrire, come se fossero un nutrimento. Il tipo orale chiederebbe sempre qualcosa adottando talora una strategia aggressiva e a volte un atteggiamento timido e implorante.